# Rycyk
Rycyk, szlamik rycyk, szlamnik rycyk (Limosa limosa) – gatunek średniej wielkości ptaka z rodziny bekasowatych (Scolopacidae). Bliski zagrożenia wyginięciem.

## Podgatunki i występowanie
Tradycyjnie wyróżnia się trzy podgatunki L. limosa, które zamieszkują:
- rycyk, rycyk zwyczajny[4] (L. limosa limosa) – Europa i zachodnia Rosja po górny Jenisej na wschodzie. Zimuje w basenie Morza Śródziemnego, subsaharyjskiej Afryce oraz na Bliskim Wschodzie i w zachodnich Indiach. W Polsce nieliczny ptak lęgowy niżu, rozmieszczony nierównomiernie; lokalnie bywa liczny. Głównymi lęgowiskami są doliny rzeczne w centrum i na wschodzie kraju. Najwięcej rycyków lęgnie się na Bagnach Biebrzańskich oraz w dolinach Narwi, Bugu i Liwca[6].
- L. limosa islandica – Islandia, Wyspy Owcze, Szetlandy i Lofoty. Zimuje na Wyspach Brytyjskich, Półwyspie Iberyjskim i w zachodniej Francji.
- rycyk syberyjski[4] (L. limosa melanuroides) – Syberia, Mongolia, Mandżuria i Rosyjski Daleki Wschód. Zimuje w Indiach, Azji Południowo-Wschodniej, na Tajwanie oraz na Nowej Gwinei i w Australii.

W 2020 roku opisano czwarty podgatunek, L. limosa bohaii, gnieżdżący się na Rosyjskim Dalekim Wschodzie, prawdopodobnie w Jakucji; poza sezonem lęgowym stwierdzono go na postoju nad Zatoką Pohaj w północno-wschodnich Chinach (stamtąd pochodzi holotyp i paratyp), a ponadto w Hongkongu, Wietnamie, Tajlandii i Malezji. Został on zaakceptowany przez Międzynarodowy Komitet Ornitologiczny (IOC).

## Charakterystyka

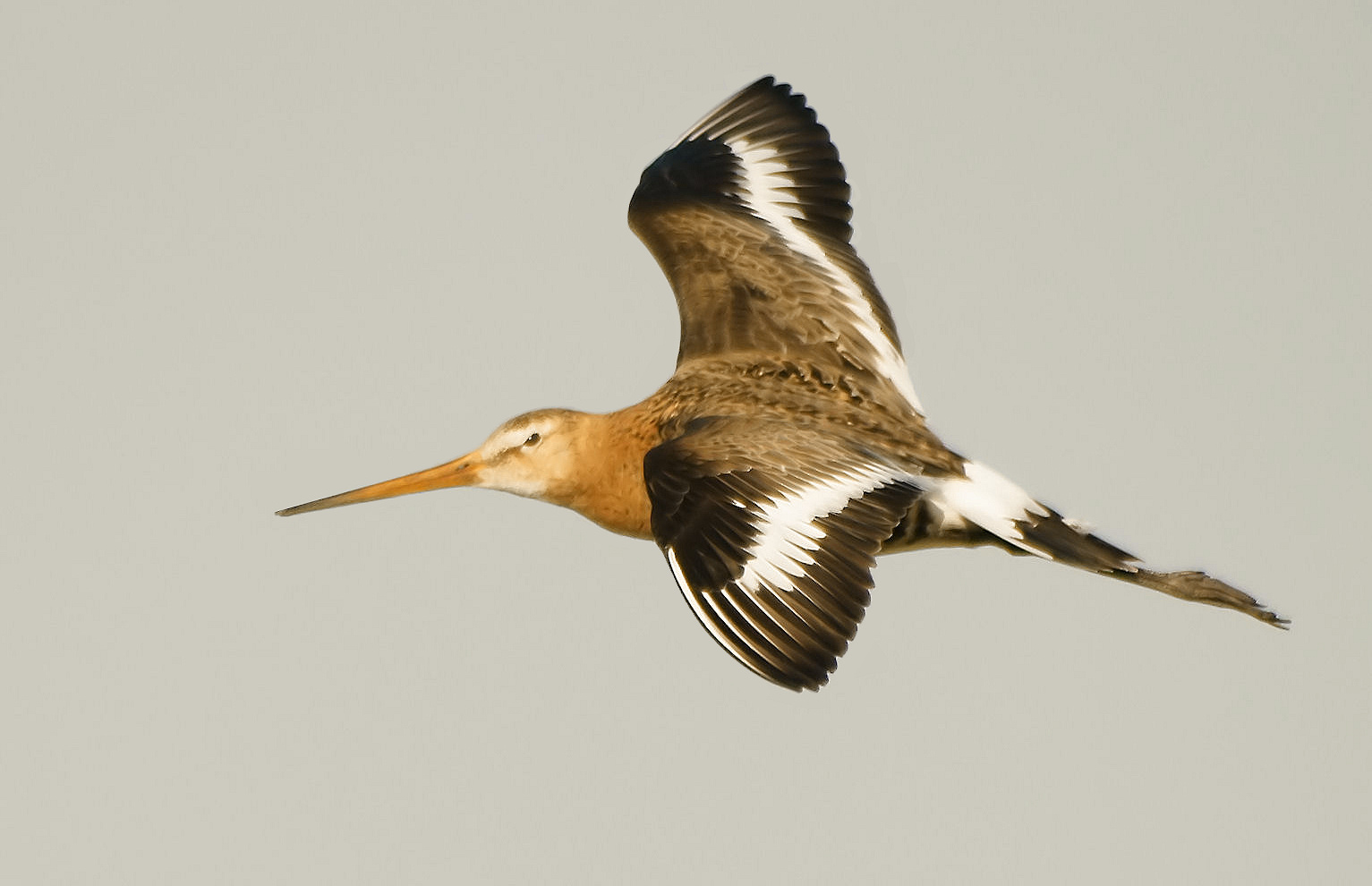
Rycyk w locie

Wygląd zewnętrznySłabo wyrażony dymorfizm płciowy, samice nieco większe niż samce. W szacie godowej głowa, szyja i górna część piersi rdzawe, potylica i ciemię z ciemnym, podłużnym kreskowaniem, przy czym samica ma mniej jaskrawe barwy. Wierzch ciała brązowordzawy z ciemnymi plamkami, spód ciała biały, na piersi i bokach czarne poprzeczne prążki. Ogon biało-czarny. Na skrzydłach w locie widoczne białe lusterka w postaci szerokich pasów, końcówki lotek czarne. Dziób prosty, żółty z czarnym końcem, nogi ciemne i długie. W szacie spoczynkowej kolor rdzawy zostaje zastąpiony szarością, brzuch jest białawy. Młode są podobne do dorosłych w szacie spoczynkowej, lecz z pewną domieszką koloru rdzawego.
Podgatunki L. l. islandica i L. l. melanuroides są mniejsze i ciemniejsze, a także mają krótsze dzioby. Ponadto L. l. islandica pozbawiony jest prążków na spodzie ciała i jest bardziej kontrastowo ubarwiony. Nowo opisany L. l. bohaii jest wyraźnie większy od L. l. melanuroides i rozmiarem ciała zbliżony do podgatunku nominatywnego, ma jednak krótsze skrzydła niż podgatunek nominatywny i L. l. islandica.
Podobny do rycyka szlamnik zwyczajny ma krótszy i bardziej zakrzywiony dziób, a upierzenie godowe różowobrązowe. W locie szlamniki nie mają białych pasów na skrzydłach, a koniec ich ogona nie jest czarny.
Rozmiarydługość ciała ok. 35–47 cm, rozpiętość skrzydeł ok. 70–80 cm
Masaok. 160–500 g
GłosRycyk poza tokami woła jednosylabowym i powtarzalnym „wed” lub „geg”. W czasie toków wydaje ponad gniazdem powtarzające się, wznoszące i opadające „grutyo grutyo grutyo”.

## Środowisko
Torfowiska, podmokłe łąki, wilgotne części stepu oraz brzegi różnorodnych wód, zarówno stojących, jak i bieżących. W Europie Środkowej występuje na biotopach wtórnych, np. łąkach i polach rzepaku. Na przelotach można spotkać rycyki na terenach przybrzeżnych i obszarach zalewanych.

## Pożywienie
Bezkręgowce, m.in. skorupiaki i mięczaki, a także nasiona roślin. Rycyki wyłapują bezkręgowce, sondując dno długim dziobem, stojąc po brzuch w wodzie. Żerują najczęściej na torfowiskach i wrzosowiskach.

## Rozród

### Okres godowy

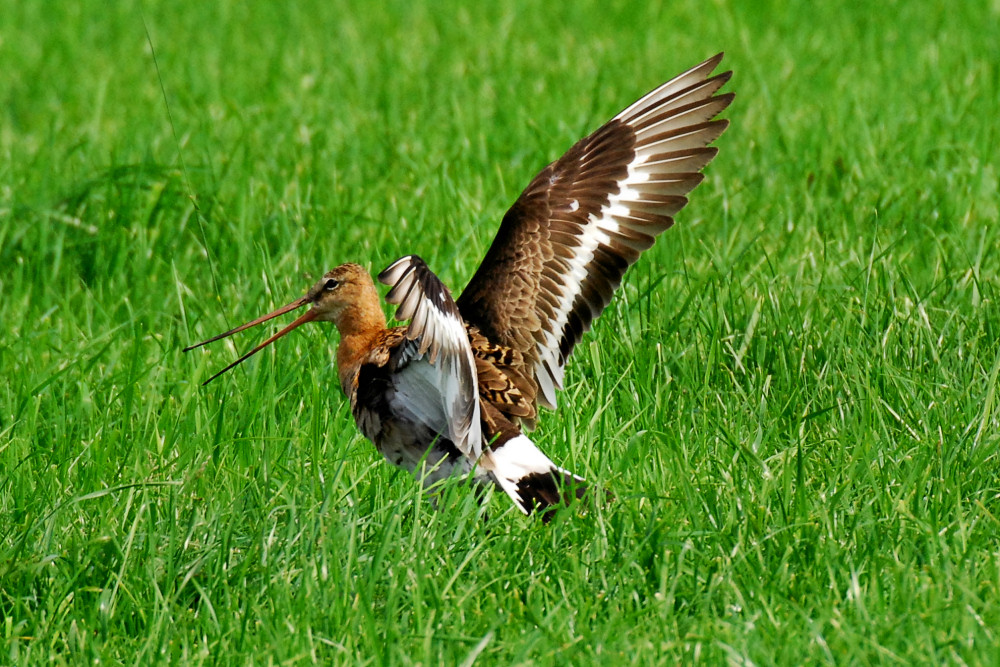
Tokujący rycyk

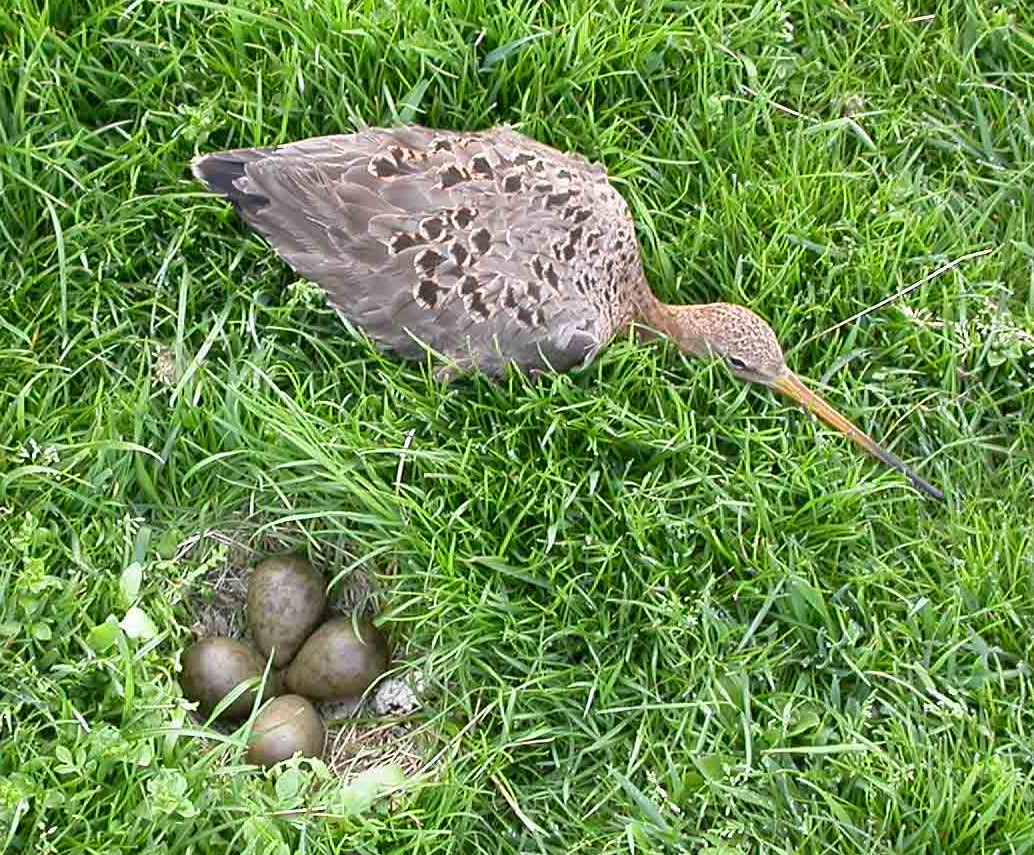
Gniazdo rycyka

TokiWraz z nadejściem pory gniazdowania, w marcu i kwietniu ptaki wracają parami skojarzonymi na zimowiskach i przeszukują podmokłe łąki, pastwiska oraz pola w pobliżu stawów i suche wrzosowiska. Tym zachowaniem zaczynają się toki. Samiec rzuca się wtedy do przodu i leci prosto około 50 m, po czym lata, machając powoli skrzydłami, nad swoim rewirem. Jednocześnie ogon ma rozpostarty i wydaje donośne okrzyki zgodnie z rytmem swojego lotu. Gdy usiądzie na ziemi, rozpościera ogon i skrzydła, ukazując białe plamy. Zaczyna się taniec wokół samicy, w czasie którego przypada piersią do ziemi, udając wygrzebywanie gniazda.
GniazdoNa ziemi, na suchszym wzniesieniu lub w kępie turzyc. Jest to jamka wśród traw, rzadziej na gruncie pozbawionym roślinności, wyścielona suchymi liśćmi i źdźbłami. Rycyk gnieździ się gromadnie, choć przed innymi osobnikami broni własnego rewiru gwałtownie, bijąc intruza dziobem i łapami. Posiada silny instynkt lęgowy, który skłania go do siedzenia na gnieździe wbrew zagrożeniu. W ten sposób wykonywano fotografie rycyków siedzących na jajach z odległości mniejszej niż 0,5 m, a znane są przypadki, gdy ptak ten dawał się na gnieździe pogłaskać, zaobrączkować, a nawet podebrać sobie część jaj.

### Okres lęgowy

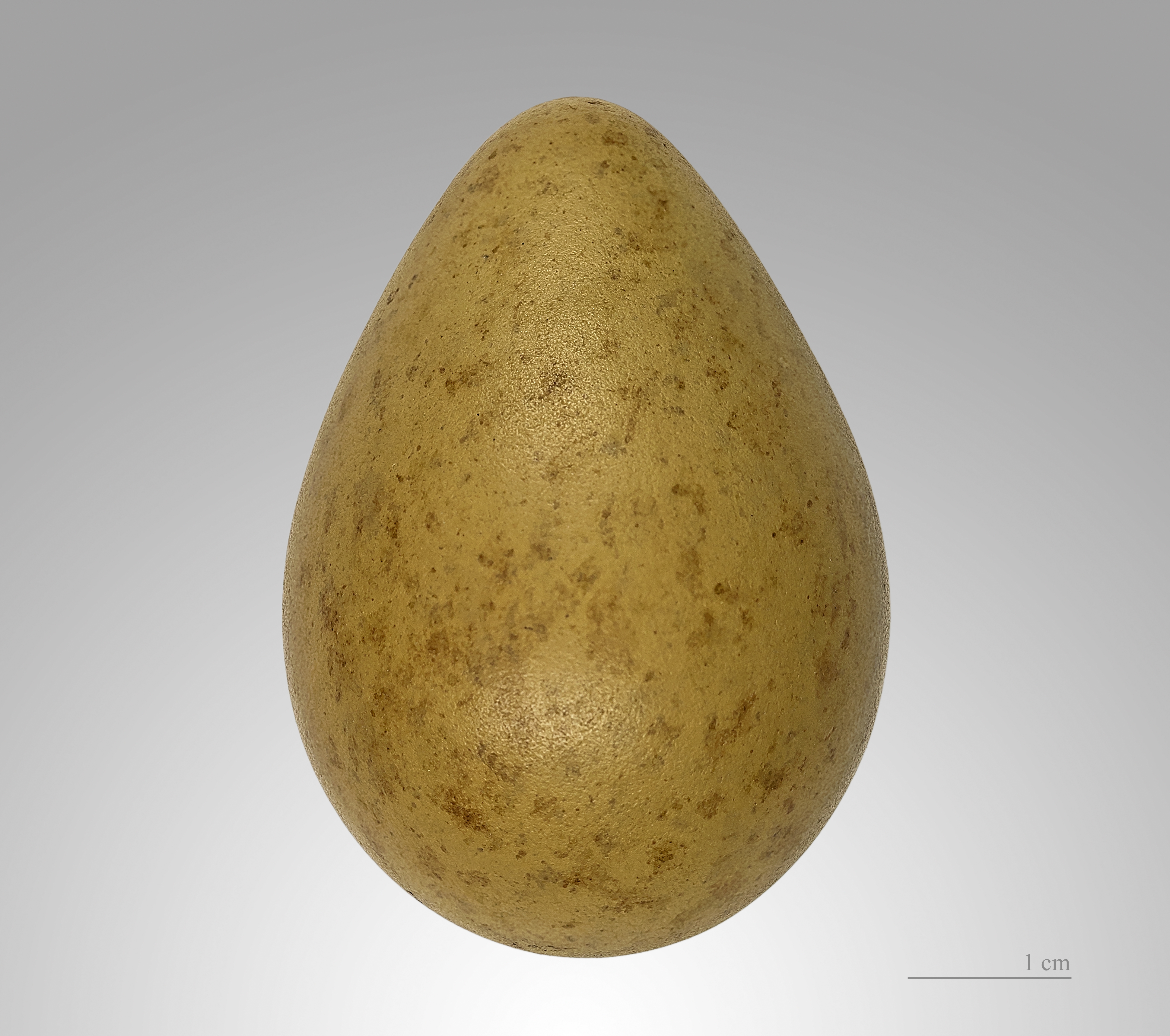
Jajo L. limosa

JajaW ciągu roku wyprowadza jeden lęg, składając w kwietniu–maju 4 oliwkowobrunatne jaja, ciemno kropkowane.
WysiadywanieJaja wysiadywane są przez okres 21–23 dni przez obydwoje rodziców, zmieniających się na gnieździe 2 razy dziennie.
PisklętaMłodymi opiekują się oboje rodzice, którzy w tym okresie stają się agresywni i hałaśliwi, reagując żywo na każdego intruza, który znalazł się w ich rewirze. Pisklęta zdobywają zdolność do lotu po 4 tygodniach. W puchu są żółtawobrązowe. Opuszczają wtedy łąki wraz z rodzicami i gromadzą się na mulistych brzegach stawów. Przenoszą się często z jednego stawu na drugi, aż w końcu we wrześniu odlatują na zimowiska.

## Status, zagrożenia i ochrona
Międzynarodowa Unia Ochrony Przyrody (IUCN) uznaje rycyka za gatunek bliski zagrożenia (NT – Near Threatened) nieprzerwanie od 2006 roku; wcześniej, od 1988 roku klasyfikowano go jako gatunek najmniejszej troski (LC – Least Concern). Liczebność światowej populacji, według szacunków organizacji Wetlands International z 2016 roku, mieści się w przedziale 614–809 tysięcy osobników. Trend liczebności populacji uznawany jest za spadkowy.
Na terenie Polski gatunek ten jest objęty ścisłą ochroną gatunkową. Wymaga ochrony czynnej. Całkowitą liczebność populacji lęgowej w Polsce na przełomie XX i XXI wieku szacowano na 6500–7000 par. W kolejnych latach odnotowano gwałtowny spadek liczebności – do 1500–2000 par lęgowych w latach 2008–2012 oraz 800–1500 par w latach 2013–2018. Na Czerwonej liście ptaków Polski uznany za gatunek krytycznie zagrożony (CR) (dotyczy populacji lęgowej).
Notowany spadek liczebności jest skutkiem braku miejsc lęgowych w wyniku osuszania łąk oraz zaprzestania wypasu i wykaszania łąk na bagnach. W krajach, które wdrażają program ochrony ptaków łąkowych (np. w Holandii), rolnictwo stara się dopasowywać gospodarkę, tak by zapewnić spokój rycykowi w czasie lęgów.